# Momota Kento
Momota Kento (桃田 賢斗 (Đào-Điền Hiền-Đẩu) sinh ngày 1 tháng 9 năm 1994) Kento Momota là vận động viên cầu lông chuyên nghiệp đến từ Nhật Bản, được nhiều người đánh giá là một trong những tay vợt đơn nam xuất sắc nhất thế giới. Anh đã đạt được nhiều danh hiệu và giải thưởng trong suốt sự nghiệp của mình. Phong cách chơi của Momota được đặc trưng bởi tốc độ, sự nhanh nhẹn và năng lực chiến thuật vượt trội trên sân.
Sinh ngày 1 tháng 9 năm 1994, tại Mino, Nhật Bản, Momota đã thể hiện triển vọng trong môn cầu lông từ khi còn nhỏ. Anh trở nên nổi tiếng trong làng cầu lông quốc tế khi mới 20 tuổi, thống trị các giải đấu và có biệt danh là "Vua cầu lông".
Sự nghiệp của Momota đạt cột mốc quan trọng khi anh giành huy chương vàng đơn nam tại Giải vô địch thế giới BWF 2018, trở thành tay vợt nam Nhật Bản đầu tiên đạt được thành tích này. Anh cũng đã giành được nhiều danh hiệu ở các giải đấu danh giá như All England Open, BWF World Tour Finals và Japan Open.
Tuy nhiên, sự nghiệp của Momota gặp trở ngại vào tháng 1 năm 2020 khi anh dính vào một vụ tai nạn xe hơi nghiêm trọng ở Malaysia, khiến anh bị đa chấn thương. Anh ấy đã trải qua cuộc phẫu thuật và một thời gian phục hồi chức năng, trong thời gian đó anh ấy tập trung vào việc hồi phục và trở lại với môn thể thao này.
Bất chấp những thách thức, Momota đã có sự trở lại đáng chú ý với môn cầu lông cạnh tranh vào năm 2021, thể hiện sự kiên cường và quyết tâm của mình. Anh tiếp tục là thế lực thống trị ở nội dung đơn nam, thu hút người hâm mộ bằng kỹ năng vượt trội và tinh thần thi đấu của mình.
Hành trình bắt đầu sự nghiệp của Kento Momtota và giải nghệ:
Hành trình trở thành một trong những vận động viên cầu lông vĩ đại nhất trong thời đại của Kento Momota là minh chứng cho tài năng, sự chăm chỉ và kiên cường của anh. Đây là lịch sử ngắn gọn về sự nghiệp của ông:
1.Những năm đầu đời và sự phát triển: Kento Momota sinh ngày 1 tháng 9 năm 1994 tại Mino, Nhật Bản. Anh bắt đầu chơi cầu lông khi còn trẻ và nhanh chóng thể hiện sự hứa hẹn trong môn thể thao này. Tài năng của anh đã sớm được công nhận và anh nhận được sự hỗ trợ, đào tạo để phát triển kỹ năng của mình.
2.Nổi lên: Bước đột phá của Momota trên đấu trường cầu lông quốc tế đến ở tuổi đôi mươi. Anh ấy đã xuất sắc ở các giải đấu cấp cơ sở và dần dần chuyển sang thi đấu cấp cao. Tốc độ, sự nhanh nhẹn và nhận thức chiến thuật vượt trội của anh ấy khiến anh ấy trở nên khác biệt so với các đối thủ.
3.Thành công quốc tế: Việc Momota đi lên đỉnh cao ở nội dung cầu lông đơn nam được đánh dấu bằng hàng loạt chiến thắng ấn tượng tại các giải đấu danh giá. Anh đã giành được các danh hiệu tại các sự kiện như Giải vô địch cầu lông toàn Nhật Bản, Giải vô địch trẻ thế giới BWF và BWF World Tour.
4.Đình chỉ năm 2016: Bất chấp thành công của mình, Momota phải đối mặt với một thất bại vào năm 2016 khi anh bị Hiệp hội cầu lông Nippon đình chỉ vì đánh bạc tại một sòng bạc bất hợp pháp. Việc bị treo giò khiến anh phải bỏ lỡ Thế vận hội Olympic 2016 ở Rio de Janeiro và tạm thời gác lại sự nghiệp.
5.Sự trở lại và chuộc lỗi: Sau khi bị đình chỉ, Momota đã quyết tâm trở lại với môn thể thao này. Anh tập trung xây dựng lại sự nghiệp, giải quyết những sai lầm và lấy lại niềm tin của người hâm mộ cũng như quan chức. Việc anh trở lại thi đấu cầu lông mang lại nhiều sự mong đợi và phấn khích.
6.Chiến thắng vô địch thế giới: Một trong những thành tích đáng kể nhất của Momota đến vào năm 2018 khi anh giành huy chương vàng nội dung đơn nam tại Giải vô địch thế giới BWF. Chiến thắng của anh đã làm nên lịch sử khi trở thành tay vợt nam Nhật Bản đầu tiên giành chức vô địch thế giới ở môn cầu lông đơn.
7.Tai nạn xe hơi năm 2020: Sự nghiệp của Momota gặp trở ngại lớn khác vào tháng 1 năm 2020 khi anh dính vào một vụ tai nạn xe hơi nghiêm trọng ở Malaysia. Vụ tai nạn khiến anh bị đa chấn thương, trong đó có gãy xương mũi và nhiều vết rách trên mặt. Anh ấy đã trải qua cuộc phẫu thuật và một thời gian phục hồi chức năng để hồi phục.
8.Sự trở lại năm 2021: Bất chấp những thách thức do chấn thương và quá trình hồi phục, Momota đã thể hiện khả năng phục hồi và quyết tâm vượt trội. Anh trở lại thi đấu cầu lông vào năm 2021, thu hút người hâm mộ bằng kỹ năng và sự kiên trì trên sân.
9.giải nghệ sau Thomas Cup:Nhưng chấn thương ở xương hốc mắt khiến Momota nghỉ thi đấu một thời gian dài. Đó chính là bước ngoặt trong sự nghiệp của Momota. Trở lại thi đấu từ đầu năm 2021 nhưng vì ảnh hưởng từ vụ tai nạn, Momota đã thi đấu không như kỳ vọng. Theo đó, anh bị loại sớm tại Olympic Tokyo diễn ra trên quê hương.Nhưng anh đã cùng đồng đội mình thắng ở giải đấu Thomas cup 2024, nhưng đã thua trước Malaysia 1-3

Trong suốt sự nghiệp của mình, Kento Momota không chỉ thể hiện tài năng vượt trội của mình với tư cách là một vận động viên cầu lông mà còn thể hiện khả năng vượt qua nghịch cảnh và phục hồi mạnh mẽ hơn. Anh tiếp tục truyền cảm hứng cho các vận động viên đầy tham vọng trên khắp thế giới bằng những thành tích và sự cống hiến của mình cho môn thể thao này.